# Otto Eugen Ernst
Otto Eugen Ernst este un scriitor de limba germană originar din Banat, România.

## Scrieri
- Pfadfinder der Freiheit / Schicksalschronik aus dem Banat, Frisch-Texte Verlag, Gerhard Schiweck, Herne, 2003 [1]